# Roșiori (Bacău)
Pour les articles homonymes, voir Roșiori.
Roșiori est une commune roumaine située dans le județ de Bacău.